# Фридрихског
Фридрихског (нем. Friedrichskoog) — община в Германии, в земле Шлезвиг-Гольштейн. 
Входит в состав района Дитмаршен.  Население составляет 2452 человека (на 31 декабря 2010 года). Занимает площадь 53,96 км².
Коммуна подразделяется на 5 сельских округов.